# Mateusz Młyński
Mateusz Młyński (Gdynia, 2 gennaio 2001) è un calciatore polacco, centrocampista del Polonia Varsavia.

## Caratteristiche tecniche
È un esterno sinistro.

## Carriera
Cresciuto nel settore giovanile dell'Arka Gdynia, ha esordito in prima squadra l'11 agosto 2018 disputando l'incontro di Ekstraklasa pareggiato 1-1 contro il Górnik Zabrze.

## Statistiche
Statistiche aggiornate al 7 gennaio 2020.

### Presenze e reti nei club
| Stagione        | Squadra         | Campionato      | Campionato | Campionato | Coppe nazionali | Coppe nazionali | Coppe nazionali | Coppe continentali | Coppe continentali | Coppe continentali | Altre coppe | Altre coppe | Altre coppe | Totale | Totale | Totale |
| Stagione        | Squadra         | Comp            | Pres       | Reti       | Comp            | Pres            | Reti            | Comp               | Pres               | Reti               | Comp        | Pres        | Reti        | Pres   | Reti   |        |
| --------------- | --------------- | --------------- | ---------- | ---------- | --------------- | --------------- | --------------- | ------------------ | ------------------ | ------------------ | ----------- | ----------- | ----------- | ------ | ------ | ------ |
| 2018-2019       | Arka Gdynia     | EK              | 12         | 1          | CP              | 1               | 1               |                    | -                  | -                  |             | -           | -           | 13     | 2      |        |
| 2019-2020       | Arka Gdynia     | EK              | 13         | 1          | CP              | 0               | 0               |                    | -                  | -                  |             | -           | -           | 13     | 1      |        |
| Totale carriera | Totale carriera | Totale carriera | 25         | 2          |                 | 1               | 1               |                    | -                  | -                  |             | -           | -           | 26     | 3      |        |